# Endre Juhász
Endre Juhász (* 12. Juli 1944 in Nagykörű) ist ein ungarischer Jurist und Richter am Europäischen Gerichtshof.

## Leben und Wirken
Juhász studierte Rechtswissenschaften an der Universität Szeged, wo er 1967 sein Examen machte. Bereits 1966 war er als Beamter in das ungarische Außenhandelsministerium eingetreten. 1970 wurde Juhász nach einem weiteren Examen zur ungarischen Anwaltschaft zugelassen. Ein Postgraduiertenstudium der Rechtsvergleichung an der Universität Straßburg schloss er endgültig 1972 ab. 1973 stieg Juhász im Außenhandelsministerium zum Direktor für Gesetzgebungsangelegenheiten auf; 1974 wechselte er Erster Handelsattaché in die ungarische Botschaft nach Brüssel. 1979 kehrte er nach Ungarn zurück und wurde Direktor des ungarischen Ministeriums für Außenhandel. Es folgte eine weitere diplomatische Tätigkeit: Ab 1983 war er zunächst wieder als Erster Handelsattaché, dann als Handelsberater an der ungarischen Botschaft in Washington, D.C. tätig.
1989 kehrte Juhász wiederum nach Ungarn zurück und wurde Generaldirektor im Handelsministerium und im Ministerium für internationale Wirtschaftsbeziehungen. Bei den Beitrittsverhandlungen von Ungarn mit der Europäischen Gemeinschaft 1990/91 war Juhász Generalunterhändler und anschließend Generalsekretär im Ministerium für internationale Wirtschaftsbeziehungen und Leiter des Amtes für Europaangelegenheiten. Nach Tätigkeiten als Staatssekretär wurde er 1995 außerordentlicher und bevollmächtigter Botschafter sowie Leiter der diplomatischen Mission der Republik Ungarn bei der Europäischen Union. Ab Juli 1998 war er wiederum Chefunterhändler Ungarns für den Beitritt zur Europäischen Union. Ab Mai 2003 war er Minister ohne Geschäftsbereich für die Koordinierung von Fragen der europäischen Integration in der Regierung von Ministerpräsident Péter Medgyessy. Seit dem 11. Mai 2004 ist Juhász Richter am Europäischen Gerichtshof.